# イザベラ・ベルチク
イザベラ・モニカ・ベウチク（ポーランド語: Izabela Monika Bełcik、1980年11月29日 - ）は、ポーランドの女子バレーボール選手。ポジションはセッター。ポーランド代表。

## 来歴
2001年、ポーランド代表に初選出される。同年の欧州選手権で代表デビューした。
2003年にトルコで行われた欧州選手権で金メダルを獲得し、11月に日本で開催されたワールドカップに出場した。
2005年の欧州選手権ではレギュラーとしてチームを牽引し大会2連覇を果たした。同年11月のグラチャン、2006年の世界選手権に出場した。

## 球歴
- 世界選手権 2006年
- ワールドカップ - 2003年
- 欧州選手権 - 2001年、2003年、2005年、2007年、2009年
- ワールドグランプリ - 2004年、2005年、2006年、2007年、2009年
- ワールドグランドチャンピオンズカップ - 2005年

## 所属クラブ
- Gedania Gdańsk（1999-2004年）
- PTPSピワ（2004-2006年）
- ムシニアンカ・ムシナ （2006-2010年）
- アトム・トレフル・ソポト（2010-2015年）
- KPS Chemik Police（2015-）